# Galtasjön (Ås socken, Småland)
Galtasjön är en sjö i Gislaveds kommun i Småland och ingår i Lagans huvudavrinningsområde.